# Alain Lefèvre
Pour les articles homonymes, voir Lefèvre.
Alain Lefèvre (né le 23 juillet 1962 à Poitiers en France) est un pianiste et compositeur québécois.
Comme concertiste, il est amené à se produire dans de grands orchestres symphoniques[Lesquels ?] internationaux et avec des  chefs de renom[Lesquels ?].
Son disque,  Fidèles Insomnies remporte un Prix Félix à l'ADISQ en 2006.
Il a aussi été récipiendaire de quatre autres Félix dans la catégorie du Meilleur album classique de l'année. Son enregistrement, Rhapsodies (2006), comprend la première mondiale de la Rhapsodie romantique d’André Mathieu, distingué par le BBC Music Magazine.
On doit aussi à Alain Lefèvre d’avoir fait découvrir le Concerto de Québec d'André Mathieu, lui conférant désormais une place au sein du répertoire post-romantique et concertant de la musique québécoise.

## Biographie
Issu d’une famille de musiciens, Alain Lefèvre commence l'étude du piano à l’âge de quatre ans en France, pour le poursuivre au Québec où il immigre très jeune.  Élève des Sœurs de la Congrégation Notre-Dame, il se fait vite remarquer, donnant son premier récital à six ans et remportant au fil des ans, le Premier Prix du Concours de musique du Canada, à neuf reprises.
Il retourne en France en 1979, au Conservatoire national supérieur de musique et de danse de Paris, dans la classe du réputé Pierre Sancan, qui verra en lui l’un de ses « plus brillants disciples ». Au terme de ses études, il remporte des 1er Prix de piano et de musique de Chambre.
Il fut soliste invité entre autres, de l'Orchestre philharmonique royal de Londres, de l'Orchestre philharmonique de Chine, de l'Orchestre symphonique de Guangzhou, de l'Orchestre philharmonique de Malaisie de Kuala Lumpur, de l'Orchestre symphonique de la radio de Stuttgart, de l’Orchestre symphonique de la NDR de Hambourg, de l’Orchestre symphonique de Nuremberg, de l'Orchestre symphonique de Détroit, du National Symphony Orchestra à Washington, de l'Orchestre symphonique de Houston, du Pacific Symphony de Californie, du Tucson Symphony, du Long Beach Symphony aux États-Unis, de l’Orchestre symphonique de Montréal, de l'Orchestre symphonique de Toronto, de l'Orchestre national de Lorraine, de l’Orchestre philharmonique de Mexico, de l’Orchestre philharmonique de Buenos Aires, et des Virtuoses de Moscou.
Il a collaboré notamment avec Kent Nagano, Christoph Eschenbach, Lawrence Foster, Long Yu, Vladimir Spivakov, Charles Dutoit, Bernhard Klee, Franz-Paul Decker, Matthias Bamert, Yan Pascal Tortelier et Jukka-Pekka Saraste.
Le dimanche matin, il anime une émission de musique classique sur les ondes d’Espace Musique à Radio-Canada, laquelle est diffusée en direct également sur le site de Radio-Canada.

## Distinctions
- Premier Prix du Concours de piano Heintzman (1971)
- Premier Prix à neuf reprises du Concours de musique du Canada[2]
- Grand Prix du Concours international Alfred Cortot à Milan (1980)
- Récipiendaire du Mildred Dixon Holmes Award comme Artiste de l’année (1982)
- Proclamation le 22 juillet 1996 du Alain Lefèvre Day par le maire de Santa Ana, Californie, pour son implication artistique auprès de cette communauté
- Honoré en 1999, par le Conservatoire national de Grèce, pour sa contribution musicale auprès des élèves du Conservatoire
- Consécration Événement Télérama (France) : CD des transcriptions de Liszt (2003)
- Gagnant en 2004 d’un Classical Internet Award décerné par le site Classicstoday.com, dans la catégorie Outstanding Discoveries pour son CD Concertos[3].
- Gagnant de cinq Prix Félix décernés par l’ADISQ entre 2001 et 2007, dans les catégories Album classique de l’année, Orchestre et grand ensemble, Album de l’année classique soliste et petit ensemble et Album de l’année Instrumental[4].
- Chevalier de l'Ordre national du Québec (le 17 juin 2009).

## Discographie
- Corigliano : Concerto pour piano (Koch International Classics), 1994, KIC-3-7250-2 H1 — Alain Lefèvre, Carl St-Clair, Pacific Symphony Orchestra
- Fandango : Alain Lefèvre (Koch International Classics), 1996, KIC-CD-7389 — Rameau, Scarlatti, Soler (piano)
- Ballades : Alain Lefèvre (Koch International Classics), 1996, KIC-3-7411-2  — Brahms, Chopin (piano)
- Le secret : Alain Lefèvre, Gino Quilico (Koch International Classics), 1997, KIC-CD-7412 — Duparc, Fauré, Hahn, Payette (piano, baryton)
- Confidences poétiques : Alain Lefèvre (Koch International Classics), 1998, KIC-3-7434-2H1  — Alain Payette
- The Swoon Collection III : Compilation, Alain Lefèvre, Gino Quilico  (ABC Classics), 1998, ABC 465 086-2 — Hahn et autres (piano, voix, chœurs et autres)
- Cadenza : Alain Lefèvre (CBC Records), 1999, MVCD 1129 — Bach, Beethoven, Brahms, Chopin, Debussy, Ravel, Satie, Schubert (piano)
- Lylatov : Alain Lefèvre (Audiogram), 1999, ADCD 10131 — Champagne, Ginastera, Lefèvre, Mathieu, Rodgers & Hart, Sancan, Satie (piano)
- Carnet de notes : Alain Lefèvre (Audiogram), 2002, ADCD 10156 — 12 pièces originales, Alain Lefèvre (piano)
- Mozart : Concerto pour piano, No. 23, k. 488, (CBC Records) 1999, Réédition, 2002, SMCD 5220 — Alain Lefèvre, Jean-François Rivest, Orchestre symphonique de Laval
- Rachmaninov et Moussorgsky : Alain Lefèvre (Analekta), 2001, FL 2 3122 — Moments musicaux, Tableaux d’une Exposition (piano)
- Liszt, Transcriptions d'œuvres de Bach et Wagner : Alain Lefèvre, piano (Analekta), 2002, FL 2 3179
- Concertos de Gershwin, Addinsell, Mathieu – Alain Lefèvre, Yoav Talmi, Orchestre symphonique de Québec (2003, Analekta AN 2 9814)
- Hommage à Mathieu : Alain Lefèvre, piano (2005, Analekta AN 2 9275)
- Fidèles insomnies : 11 pièces originales d'Alain Lefèvre, piano (2006, Analekta AN29276)
- Rhapsodies de Mathieu, Rachmaninov, Gershwin – Alain Lefèvre, Matthias Bamert, Orchestre symphonique de Montréal (2006, Analekta AN 9277)
- Rhapsodies de Schubert, Rachmaninov : (2008, Analekta AN 9278)
- Concerto no 4 d'André Mathieu : Alain Lefèvre, Tucson Symphony Orchestra, dir. George Hanson (2008, Analekta AN 9281)
- Franck, Lekeu, Mathieu – Alain Lefèvre, David Lefèvre (2009, Analekta AN 9282)
- Dompierre : 24 préludes en forme de bogie et de bien d'autres choses… (2012, Analekta AN 9292)
- Rive gauche (2015, Analekta AN2 9295)
- Rachmaninov, Haydn, Ravel (2015, Analekta AN2 9296)
- Sas Agapo (2016, Analekta AN2 9297)
- Opus 7 : Préludes — de et par Alain Lefèvre, piano ; Thanasis Polykandriotis, bouzouki (avril 2019, Warner Classics)

## Citation
« C'est en composant que j'ai pu donner du lest à toutes mes angoisses, mes joies, mes chagrins, mes déceptions, mes attentes, mes bonheurs et mes désillusions. Captives, mes émotions ont pu trouver un souffle nouveau. »